# Discografia di Max Pezzali
Questa è la discografia da solista del cantautore italiano Max Pezzali, iniziata dopo l'esperienza con il gruppo 883.
Abbandonato il marchio 883, Pezzali iniziò la sua carriera da solista nel 2004, pubblicando il suo album di debutto Il mondo insieme a te, certificato doppio disco di platino per le sue vendite in Italia. Tuttavia, già nel 2002 aveva pubblicato come "Max Pezzali/883" Love/Life, ad anticipare l'imminente fine del gruppo e il conseguente inizio della sua carriera da solista.
Nel 2005 viene pubblicata la raccolta TuttoMax, contenente i brani più celebri degli 883 e i singoli estratti da Il mondo insieme a te. La raccolta è stata certificata disco di diamante in Italia ed è l'album di maggior successo della carriera da solista di Pezzali. Seguono il secondo album di inediti Time Out e l'album dal vivo Max Live 2008, pubblicati rispettivamente nel 2007 e nel 2008 ed entrambi certificati disco di platino.
Dopo una lunga pausa, Max Pezzali ritorna nel 2011 con Terraferma, certificato disco d'oro. Nel 2012 pubblica Hanno ucciso l'Uomo Ragno 2012, una reinterpretazione del suo primo album con gli 883 in chiave rap in occasione del ventennale di tale disco. Anch'esso viene certificato disco d'oro alla fine dell'anno. Nel 2013 è la volta di Max 20, contenente i più grandi successi degli 883 e di Pezzali realizzati in duetto con alcuni dei più famosi cantanti italiani e 5 inediti, tra i quali il singolo di lancio L'universo tranne noi. Quest'ultimo, come l'album, è stato presto certificato disco di platino in Italia. Nel 2014 Max 20 ottiene il suo secondo disco di platino.
Nel 2015 esce Astronave Max, il quarto album contenente esclusivamente inediti di Pezzali, certificato disco d'oro poco meno di due mesi dopo la sua pubblicazione. Nel 2017, per festeggiare i 25 anni di carriera di Pezzali, viene pubblicato l’album Le canzoni alla radio, certificato disco d'oro a più di un anno dalla sua uscita. Nel 2018 esce invece Max Nek Renga, il disco, album dal vivo che contiene i più grandi successi di Max Pezzali, Nek e Francesco Renga reinterpretati in una versione inedita a tre voci. A fine 2019 anche quest'album viene certificato disco d'oro. Nel 2020, a distanza di 5 anni dal precedente, viene pubblicato il quinto album di inediti Qualcosa di nuovo.
Nel corso della sua carriera ha soprattutto collaborato con numerosi amici come J-Ax, Jovanotti, Nek, Francesco Renga, Eros Ramazzotti e altri.

## Album

### Album in studio
| Anno | Titolo                                                                  | Classifiche | Classifiche | Certificazione ITA |
| Anno | Titolo                                                                  | ITA         | SWI         | Certificazione ITA |
| ---- | ----------------------------------------------------------------------- | ----------- | ----------- | ------------------ |
| 2004 | Il mondo insieme a te - Pubblicato: 28 maggio - Etichetta: Warner Music | 1           | 81          | Platino (2)        |
| 2007 | Time Out - Pubblicato: 25 maggio - Etichetta: Warner Music              | 1           | —           | Platino            |
| 2011 | Terraferma - Pubblicato: 16 febbraio - Etichetta: Warner Music          | 4           | 88          | Oro                |
| 2015 | Astronave Max - Pubblicato: 1º giugno - Etichetta: Warner Music         | 2           | 49          | Oro                |
| 2020 | Qualcosa di nuovo - Pubblicato: 30 ottobre - Etichetta: Warner Music    | 3           | —           | —                  |

### Raccolte
| Anno | Titolo                                                                           | Classifiche | Classifiche | Certificazione ITA |
| Anno | Titolo                                                                           | ITA         | SWI         | Certificazione ITA |
| ---- | -------------------------------------------------------------------------------- | ----------- | ----------- | ------------------ |
| 2005 | TuttoMax - Pubblicato: 10 giugno - Etichetta: Warner Music                       | 1           | 63          | Diamante           |
| 2012 | Hanno ucciso l'Uomo Ragno 2012 - Pubblicato: 12 giugno - Etichetta: Warner Music | 1           | —           | Oro                |
| 2013 | Max 20 - Pubblicato: 4 giugno - Etichetta: Warner Music                          | 1           | 57          | Platino (2)        |
| 2017 | Le canzoni alla radio - Pubblicato: 17 novembre - Etichetta: Warner Music        | 3           | —           | Oro                |
| 2024 | Max Forever Vol.1 - Pubblicato: 13 dicembre - Etichetta: Warner Music            | 17          | —           |                    |

### Album dal vivo
| Anno | Titolo                                                                                              | Classifiche | Certificazione ITA |
| Anno | Titolo                                                                                              | ITA         | Certificazione ITA |
| ---- | --------------------------------------------------------------------------------------------------- | ----------- | ------------------ |
| 2008 | Max Live 2008 - Pubblicato: 23 maggio - Etichetta: Warner Music                                     | 5           | Platino            |
| 2018 | Max Nek Renga, il disco (con Nek e Francesco Renga) - Pubblicato: 9 marzo - Etichetta: Warner Music | 3           | Oro                |

## Singoli
| Anno | Titolo                                                        | Classifiche | Certificazione ITA | Album di provenienza           |
| Anno | Titolo                                                        | ITA         | Certificazione ITA | Album di provenienza           |
| ---- | ------------------------------------------------------------- | ----------- | ------------------ | ------------------------------ |
| 2004 | Lo strano percorso                                            | 4           | Oro                | Il mondo insieme a te          |
| 2004 | Il mondo insieme a te                                         | —           | Platino            | Il mondo insieme a te          |
| 2005 | Fai come ti pare                                              | —           | —                  | Il mondo insieme a te          |
| 2005 | Eccoti (New 2005)                                             | —           | Platino            | TuttoMax                       |
| 2005 | Me la caverò                                                  | 11          | Oro                | TuttoMax                       |
| 2007 | Torno subito                                                  | 4           | Oro                | Time Out                       |
| 2007 | Sei fantastica                                                | 29          | Oro                | Time Out                       |
| 2008 | Mezzo pieno o mezzo vuoto                                     | 15          | —                  | Max Live 2008                  |
| 2008 | Ritornerò                                                     | —           | —                  | Max Live 2008                  |
| 2011 | Il mio secondo tempo                                          | 13          | Oro                | Terraferma                     |
| 2011 | Credi                                                         | —           | —                  | Terraferma                     |
| 2011 | Quello che comunemente noi chiamiamo amore                    | —           | —                  | Terraferma                     |
| 2012 | Sempre noi (feat. J-Ax)                                       | 20          | Oro                | Hanno ucciso l'Uomo Ragno 2012 |
| 2012 | 6/1/sfigato 2012 (feat. Two Fingerz)                          | —           | —                  | Hanno ucciso l'Uomo Ragno 2012 |
| 2013 | L'universo tranne noi                                         | 6           | Platino (2)        | Max 20                         |
| 2013 | Ragazzo inadeguato                                            | 78          | —                  | Max 20                         |
| 2014 | I cowboy non mollano                                          | 61          | —                  | Max 20                         |
| 2014 | Natale con Deejay                                             | 28          | —                  | Natale a casa Deejay           |
| 2015 | È venerdì                                                     | 62          | —                  | Astronave Max                  |
| 2015 | Sopravviverai                                                 | 100         | —                  | Astronave Max                  |
| 2015 | Niente di grave                                               | —           | —                  | Astronave Max                  |
| 2016 | Due anime                                                     | 68          | —                  | Astronave Max                  |
| 2016 | Non lo so                                                     | —           | —                  | Astronave Max                  |
| 2017 | Le canzoni alla radio (feat. Nile Rodgers)                    | —           | —                  | Le canzoni alla radio          |
| 2017 | Duri da battere (feat. Nek e Francesco Renga)                 | —           | —                  | Le canzoni alla radio          |
| 2017 | Il mio giorno più bello nel mondo (con Nek e Francesco Renga) | —           | —                  | —                              |
| 2017 | Gli anni (con Nek e Francesco Renga)                          | —           | —                  | —                              |
| 2018 | Fatti avanti amore (con Nek e Francesco Renga)                | —           | —                  | —                              |
| 2018 | Strada facendo (con Nek e Francesco Renga)                    | —           | —                  | Max Nek Renga, il disco        |
| 2018 | Un'estate ci salverà                                          | —           | —                  | Le canzoni alla radio          |
| 2019 | Welcome to Miami (South Beach)                                | —           | —                  | Qualcosa di nuovo              |
| 2019 | In questa città                                               | —           | —                  | Qualcosa di nuovo              |
| 2020 | Sembro matto                                                  | —           | —                  | Qualcosa di nuovo              |
| 2020 | Qualcosa di nuovo                                             | —           | —                  | Qualcosa di nuovo              |
| 2024 | Discoteche abbandonate                                        | —           | —                  | Max Forever Vol.1              |

## Videografia

### Album video
| Anno | Titolo                                                               |
| ---- | -------------------------------------------------------------------- |
| 2005 | TuttoMax Video - Pubblicato: 10 giugno - Etichetta: Warner Music     |
| 2008 | Max Live 2008 - Pubblicato: 23 maggio - Etichetta: Warner Music      |
| 2008 | Showtime h.21.30 - Pubblicato: 14 novembre - Etichetta: Warner Music |

### Video musicali
| Anno | Titolo                                               | Regista/i                       |
| ---- | ---------------------------------------------------- | ------------------------------- |
| 2004 | Lo strano percorso                                   | Gaetano Morbioli                |
| 2004 | Il mondo insieme a te                                | Manetti Bros., Gaetano Morbioli |
| 2005 | Fai come ti pare                                     | Manetti Bros., Gaetano Morbioli |
| 2005 | Eccoti                                               | Gaetano Morbioli                |
| 2005 | Me la caverò                                         | Manetti Bros., Gaetano Morbioli |
| 2007 | Torno subito                                         | Cosimo Alemà                    |
| 2007 | Sei fantastica                                       | Romana Meggiolaro               |
| 2008 | Mezzo pieno o mezzo vuoto                            | Daniele Persica                 |
| 2008 | Ritornerò                                            | Daniele Persica                 |
| 2008 | Il meglio                                            | Samuele "Alphetto" Dalò         |
| 2011 | Il mio secondo tempo                                 | Manetti Bros.                   |
| 2011 | Credi                                                | Manetti Bros.                   |
| 2011 | Quello che comunemente noi chiamiamo amore           | Fabio Berton                    |
| 2011 | Ogni estate c'è                                      | Fabio Berton                    |
| 2011 | Terraferma                                           | Fabio Berton                    |
| 2011 | Tu come il sole (risorgi ogni giorno)                | Fabio Berton                    |
| 2012 | Sempre noi (feat. J-Ax)                              | Gaetano Morbioli                |
| 2012 | 6/1/sfigato '12 (feat. Two Fingerz)                  | Flavio Caruso                   |
| 2012 | Con un deca '12 (feat. Club Dogo)                    | Flavio Caruso                   |
| 2012 | Hanno ucciso l'Uomo Ragno '12 (feat. Dargen D'Amico) | Lorenzo Vignolo                 |
| 2013 | L'universo tranne noi                                | Gaetano Morbioli                |
| 2013 | Ragazzo inadeguato                                   | Gaetano Morbioli                |
| 2014 | I cowboy non mollano                                 | Gaetano Morbioli                |
| 2014 | Il presidente di tutto il mondo                      | —                               |
| 2014 | Natale con Deejay                                    | —                               |
| 2015 | Sopravviverai                                        | Gaetano Morbioli                |
| 2015 | Come Bonnie e Clyde                                  | The Astronauts                  |
| 2015 | Niente di grave                                      | Mauro Russo                     |
| 2016 | Due anime                                            | Andrea Gallo                    |
| 2016 | Non lo so                                            | Gianluca "Calu" Montesano       |
| 2017 | Le canzoni alla radio (feat. Nile Rodgers)           | Gianluca "Calu" Montesano       |
| 2017 | Duri da battere (feat. Nek e Francesco Renga)        | Manetti Bros.                   |
| 2018 | Strada facendo (con Nek e Francesco Renga)           | Gaetano Morbioli                |
| 2018 | Un'estate ci salverà                                 | Daniele Martinis                |
| 2019 | Welcome to Miami (South Beach)                       | Daniele Martinis                |
| 2019 | In questa città                                      | Giorgio Testi                   |
| 2019 | Siamo quel che siamo (feat. GionnyScandal)           | —                               |
| 2020 | Sembro matto                                         | Cosimo Alemà                    |
| 2020 | Qualcosa di nuovo                                    | Gianluca Leuzzi                 |
| 2024 | Discoteche abbandonate                               | Dario Garegnani                 |

#### Partecipazioni in videoclip di altri artisti
| Anno | Titolo                    | Artista                                          | Regista/i                       |
| ---- | ------------------------- | ------------------------------------------------ | ------------------------------- |
| 2006 | La mia banda suona il rap | Flaminio Maphia feat. Max Pezzali                | Manetti Bros., Gaetano Morbioli |
| 2009 | Non pensavo               | Dari feat. Max Pezzali                           | Massimo Gabutti, Fabio Salituro |
| 2009 | Domani                    | Artisti Uniti per l'Abruzzo                      | Ambrogio Lo Giudice             |
| 2016 | Una città per cantare     | Ron & Artisti Insieme per la Lotta Contro la SLA | Marco Donazzan, Luca Donazzan   |
| 2020 | La mia hit                | J-Ax feat. Max Pezzali                           | Fabrizio Conte                  |
| 2020 | Ma il cielo è sempre blu  | Italian Allstars 4 Life                          | Mauro Russo                     |
| 2025 | Bottiglie vuote           | Pinguini Tattici Nucleari feat. Max Pezzali      | Marco Braia                     |

## Collaborazioni
Max Pezzali ha collaborato con vari artisti fin dall'inizio della sua carriera:
- con Fargetta - Hanno ucciso l'Uomo Ragno Remix e Con un deca Remix, pubblicati negli album Remix '94 e Hanno ucciso l'Uomo Ragno, e Discoteche abbandonate Remix (con Albertino).
- con Molella - Nella notte Remix, pubblicato nell'album del Remix '94 e Nord sud ovest est.
- con i Datura - Nord sud ovest est Remix, pubblicato nell'album del Remix '94 e Nord sud ovest est, e Discoteche abbandonate Remix (con Matteo Sala).
- con gli U.s.u.r.a. - Non ci spezziamo Remix, pubblicato nell'album del Remix '94.
- con Dj Miko - Weekend Remix, pubblicato nell'album del Remix '94.
- con Stefano Secchi - Sei un mito Remix, pubblicato nell'album del Remix '94 e Nord sud ovest est.
- con i Bliss Team - Gli anni Remix e Il grande incubo Remix, pubblicati nell'album La donna il sogno & il grande incubo.
- con Caterina Rappoccio - Aeroplano, uscita nel 1994 e pubblicata da Pezzali nella riedizione del 2000 di Nord sud ovest est.
- con Nikki - L'ultimo bicchiere, pezzo di punta dell'album Rock normale (1994) del disc jockey e musicista milanese. Una demo della canzone è stata pubblicata nella riedizione del 2000 di Nord sud ovest est.
- con Fiorello - Finalmente tu, canzone con cui l'artista siciliano partecipa al Festival di Sanremo 1995. Max, che ne è l'autore assieme a Repetto, la reinterpreta all'interno di La dura legge del gol. Inoltre i due cantanti producono un video (raccolto in Nord sud ovest est) dove interpretano la canzone Come mai, scritta con Mauro Repetto, che compare anche nel video. Nel corso di una puntata del programma Stasera pago io del 2004 i due cantano insieme Finalmente tu, Come mai e Sei un mito. Quest'ultimo duetto è stato inserito integralmente nell'album A modo mio di Fiorello. Fiorello partecipa nell'album Max 20 di Pezzali con Sei un mito.
- con Paola & Chiara - nell'album La donna il sogno & il grande incubo come coriste. Nel 2023 Max duetta con le due cantanti in Amici come prima nell’album Per sempre.
- con i B-Nario - La musica che piace a noi, pubblicata nell'album del 1996 dei B-Nario La musica che piace a noi.
- con i Boyzone - You Needed Me/Tenendomi, con cui hanno partecipato al Festivalbar 1999. Max Pezzali ha poi inserito la canzone in versione italiana nell'album Grazie mille.
- con gli Eiffel 65 - nell'album Grazie mille con La regina del Celebrità Remix.
- con Jovanotti - Cloro, pubblicata nell'album Uno in più e Tieni il tempo 2013, pubblicata nell'album Max 20. Jovanotti compare anche nel film del 1998 Jolly Blu, che ripercorre la carriera e le canzoni degli 883.
- con J-Ax - Noi parte 2 pubblicata nell'album Uno in più, Sempre noi pubblicata nell'album Hanno ucciso l'Uomo Ragno 2012, La mia hit pubblicata nell'album ReAle e 7080902000 pubblicata nell'album Qualcosa di nuovo. Max ha anche scritto per J-Ax il brano Nati così, contenuto nell'album Il bello d'esser brutti.
- con Syria - nell'album Uno in più con Essere in te, che è stata poi inserita nell'album Le mie favole di Syria. Max ha scritto per Syria il testo del singolo Odiare, pubblicato nel 2014. Inoltre, nell'album Time Out la cantante partecipa ai cori nella canzone Torno subito, mentre nell'album Astronave Max partecipa ai cori nelle canzoni Fallo tu e Generazioni.
- con Alex Britti - nell'album Uno in più Britti suona la chitarra nel brano Essere in te.
- con Elio e le Storie Tese - Shpalman®, pubblicata negli album degli EelST Cicciput e Gattini. Inoltre, Rocco Tanica suona il pianoforte nell'album Il mondo insieme a te di Pezzali, mentre Elio partecipa nell'album Max 20 con Nord sud ovest est.
- con Gli Atroci - testi e musica per Lasciala stare pubblicata nell'album 2004 de Gli Atroci L'armata del metallo, poi registrata in versione demo dagli 883 e inserita nella riedizione del 2000 di Hanno ucciso l'Uomo Ragno.
- con DJ Francesco - Il mondo di Francesca pubblicata nell'omonimo album di DJ Francesco del 2005 ed eseguita in duetto dal vivo durante il Festival di Sanremo 2005.
- con Edoardo Bennato - La televisione che felicità pubblicata nell'album del 2005 di Edoardo Bennato La fantastica storia del Pifferaio Magico e nell'album Max 20 con La dura legge del gol.
- con i Flaminio Maphia - La mia banda suona il rap per il quale Max ha collaborato alla stesura del testo e della musica, oltre a cantarne il ritornello. In precedenza il gruppo romano era apparso nei video Come deve andare e Uno in più.
- con gli Stylophonic - La metro eccetera, cover della canzone di Lucio Battisti.
- con i Nomadi - in occasione della festa per i 40 anni di attività del gruppo, tenutasi nel 2003, Max Pezzali partecipò come ospite a uno dei tre concerti organizzati, interpretando la popolarissima Un pugno di sabbia e ricomparendo a fine concerto per intonare il ritornello di Io vagabondo, altro successo della band emiliana.
- con Tiziano Ferro - nell'album Time Out Ferro partecipa ai cori nella canzone che dà il titolo all'album.
- con Eros Ramazzotti - nell'album Time Out Ramazzotti suona l'assolo di chitarra nel brano Sei fantastica e nell'album Max 20 con Lo strano percorso.
- con Danilo Calvio - nell'album Time Out il batterista dei Finley suona la batteria nel brano Il meglio.
- con Claudio Bisio - nel singolo Comme Jamais sulle note del più famoso Come mai.
- con i dARI - nel brano e nella videoclip di Non pensavo, singolo estratto dall'album Sottovuoto generazionale del 2008 e in seguito riadattato.
- con i Perturbazione - nell'album Le città viste dal basso con Una città per cantare.
- con i Solis String Quartet - nell'album R-Evolution con Hanno ucciso l'Uomo Ragno.
- con 55 artisti della musica italiana - in Domani 21/04.2009.
- con Lillo & Greg - Il mio secondo tempo eseguita in duetto dal vivo durante il Festival di Sanremo 2011.
- con Arisa - per Mamma mia dammi cento lire eseguita al Festival di Sanremo 2011 e pubblicata nella versione deluxe di Terraferma e nell'album Nata per unire.
- con Lidia Schillaci - autore del testo del brano Ti vorrei amare.
- con Irene Fornaciari - autore del testo del brano Come ti è venuto in mente.
- con i Two Fingerz - nel loro album Mouse Music nella traccia Non capisco cosa vuoi (insieme a J-Ax) e in Hanno ucciso l'Uomo Ragno 2012 con 6/1/sfigato 2012.
- con Emis Killa - nell'album Hanno ucciso l'Uomo Ragno 2012 con Te la tiri e nell'album Mercurio con La testa vuota. Inoltre, nell'edizione New Mission 2016 dell'album Astronave Max il rapper fa una breve apparizione nella versione dal vivo di Sei fantastica.
- con i Club Dogo - nell'album Hanno ucciso l'Uomo Ragno 2012 con Con un deca e nell'album Noi siamo il club con L'erba del diavolo (insieme ai Datura).
- con Dargen D'Amico - nell'album Hanno ucciso l'Uomo Ragno 2012 con Hanno ucciso l'Uomo Ragno e nell'album Vivere aiuta a non morire con Due come noi.
- con Entics - nell'album Hanno ucciso l'Uomo Ragno 2012 con Non me la menare.
- con Ensi - nell'album Hanno ucciso l'Uomo Ragno 2012 con S'inkazza (Questa casa non è un albergo).
- con Fedez - nell'album Hanno ucciso l'Uomo Ragno 2012 con Jolly Blue.
- con Baby K - nell'album Hanno ucciso l'Uomo Ragno 2012 con Lasciati toccare.
- con Davide Merlini - autore del testo del brano 100000 parole d'amore.
- con Al Dutùr - nell'album La pastiglia con La mè giuentù.
- con Claudio Baglioni - nell'album Max 20 con Come mai.
- con Davide Van De Sfroos - nell'album Max 20 con Come deve andare.
- con Nek - nell'album Max 20 con Nessun rimpianto e nell'album Le canzoni alla radio con Duri da battere (insieme a Francesco Renga). I tre cantanti hanno poi collaborato nella tournée Max Nek Renga, il tour e hanno realizzato insieme l'album Max Nek Renga, il disco.
- con Raf - nell'album Max 20 con Sei fantastica.
- con Gianluca Grignani - nell'album Max 20 con Rotta x casa di Dio e nell'album Una strada in mezzo al cielo con Primo treno per Marte.
- con Giuliano Sangiorgi - nell'album Max 20 con Ti sento vivere.
- con Antonello Venditti - nell'album Max 20 con Quello che capita.
- con Cesare Cremonini - negli album Max 20 e Max Forever Vol.1 con Gli anni.
- con Francesco Renga - nell'album Max 20 con Eccoti e nell'album Le canzoni alla radio con Duri da battere (insieme a Nek). I tre cantanti hanno poi collaborato nella tournée Max Nek Renga, il tour e hanno realizzato insieme l'album Max Nek Renga, il disco.
- con Ron - nell'album La forza di dire sì con Una città per cantare (insieme ad altri 25 artisti) e Stella mia.
- con Niccolò Contessa - il leader de I Cani è coautore del brano Due anime, contenuto nell'edizione New Mission 2016 dell'album Astronave Max.
- con Zibba - nell'edizione New Mission 2016 dell'album Astronave Max Zibba partecipa ai cori nel brano Non lo so, di cui è anche coautore.
- con Benji & Fede - nell'album 0+ con Traccia numero 3.
- con Nile Rodgers - nell'album Le canzoni alla radio con il singolo omonimo.
- con gli Ex-Otago - per il singolo Un'estate ci salverà, brano di cui Maurizio Carucci, leader del gruppo, è coautore.
- con Cristina D'Avena - nell'album Duets Forever - Tutti cantano Cristina con Robin Hood.
- con GionnyScandal - nell'album Qualcosa di nuovo con Siamo quel che siamo, canzone scelta per la campagna pubblicitaria dei Ringo.
- con Ketama126 - In questa città (Roma Milano Remix).
- con Tormento - nell'album Qualcosa di nuovo con Sembro matto. I due artisti hanno realizzato insieme anche una versione remix della canzone.
- con 54 artisti della musica italiana - Ma il cielo è sempre blu.
- con i DPCM Squad - Una canzone come gli 883 (insieme a Lo Stato Sociale, Cimini, Emis Killa, Eugenio in Via di Gioia, Fast Animals and Slow Kids, Marco Giallini, J-Ax, Jake La Furia, La Pina, Pierluigi Pardo, Pinguini Tattici Nucleari e Nicola Savino).
- con Albertino - Discoteche abbandonate Remix (con Mario Fargetta).
- con Matteo Sala - Discoteche abbandonate Remix (con i Datura).
- con Franco Moiraghi - Discoteche abbandonate Remix.
- con i Pinguini Tattici Nucleari - per il singolo Bottiglie vuote. Inoltre Riccardo Zanotti, leader del gruppo, collabora con Max nell'album Max Forever Vol.1, più precisamente in una versione dal vivo di Rotta x casa di Dio, registrata al Circo Massimo di Roma.